# Superliga de Futsal de 2013 (8ª edição)
A Superliga de Futsal de 2013 foi a oitava edição da competição, que ocorreu de 27 de fevereiro até 3 de março. O evento foi sediado na cidade de Concórdia, Santa Catarina, contando com 8 equipes participantes.
A ADC Intelli que enfrentou a equipe do Concórdia, empatando por 3 a 3 e segurando o empate sem gols na prorrogação, sagrou-se campeão pois obteve uma melhor campanha na fase anterior.

## Regulamento
A Superliga foi realizada com a participação dos últimos campeões de cada
uma das Ligas Regionais, da Divisão Especial da Taça Brasil Adulta Masculina, da Liga
Futsal e de uma equipe da cidade sede habilitada pela CBFS e foi disputada em três etapas:
- Etapa Classificatória;
- Etapa Semifinal;
- Etapa Final.[3][4]

Os grupos da competição foram formados da seguinte forma:
Grupo A
- Sediante;
- Campeão da Liga Nacional;
- Campeão da Liga Sudeste;
- Campeão da Liga Nordeste.

Grupo B
- Campeão da Liga Sul;
- Campeão da Taça Brasil;
- Campeão da Liga Centro-Oeste;
- Campeão da Liga Norte.[3][4]

Etapa classificatória
Os oito cubes participantes são distribuídos em dois grupos, "A" e "B"; as equipes jogam entre si, dentro dos seus determinados grupos, em sistema de rodízio simples.
Etapa Semifinal
Esta etapa é disputada pelas quatro equipes melhores classificadas na etapa anterior, quando ocorrem os seguintes cruzamentos:
1° colocado do grupo "A" X 2° colocado do grupo "B"
1° colocado do grupo "B" X 2° colocado do grupo "A"
Etapa final
Esta etapa é disputada em uma única partida, entre as equipes vencedoras da Etapa semifinal. O vencedor desta etapa será considerado o Campeão da Superliga de Futsal de 2013.
Critérios de desempate
Ao final de cada fase da Superliga, havendo igualdade do número de pontos ganhos, para o desempate, são considerados os seguintes critérios em sua determinada ordem de eliminação:
1º - Prevalecerá o resultado do confronto direto na fase (somente em caso de empate em pontos ganhos entre duas equipes);
2º - Índice Técnico em todas as Fases (maior quociente da divisão do número de pontos ganhos pelo número de jogos - proporcionalidade);
3º - Gol Average (o número de gols marcados dividido pelo número de gols sofridos, classifica a equipe que obtiver o maior quociente) das equipes empatadas, considerando todos os resultados obtidos em todas as fases;
4º - Maior média de gols marcados em todas as fases (número de gols assinalados divididos pelo número de jogos);
5º - Menor média de gols sofridos em todas as fases (número de gols sofridos dividido pelo número de jogos);
6º - Maior saldo de gols na fase (diferença entre os gols assinalados e os gols sofridos);
7º - Menor média de cartões vermelhos recebidos (número de cartões vermelhos dividido pelo número de jogos);
8º - Menor média de cartões amarelos recebidos (número de cartões amarelos dividido pelo número de jogos);
9º - Sorteio.

## Participantes
| Equipe             | Cidade         | Estado | Títulos.       | Classificação                     |
| ------------------ | -------------- | ------ | -------------- | --------------------------------- |
| AABB/Mapfre        | São Paulo      | SP     | 0 (não possui) | Campeão da Liga Sudeste de 2012   |
| ADHering/FMD B     | Blumenau       | SC     | 0 (não possui) | Campeão Liga Sul de 2012          |
| ADC Intelli        | Orlândia       | SP     | 0 (não possui) | Campeão da Liga Futsal de 2012    |
| AE Shouse          | Belém          | PA     | 0 (não possui) | Campeão da Liga Norte de 2012     |
| Cia do Terno/Minas | Belo Horizonte | MG     | 0 (não possui) | Campeão da Taça Brasil de 2012    |
| Concórdia          | Concórdia      | SC     | 0 (não possui) | Sediante                          |
| Goiás              | Goiânia        | GO     | 0 (não possui) | Campeão Liga Centro-Oeste de 2012 |
| Lagarto            | Lagarto        | SE     | 0 (não possui) | Campeão Liga Nordeste de 2012     |

## Local dos jogos

Localização de Concórdia em Santa Catarina.

A VIII Superliga de Futsal foi disputada na cidade de Concórdia. A arena escolhida para realizar os jogos foi o Ginásio Centro de Eventos Concórdia, que tem a capacidade de abrigar 2,8 mil espectadores. O piso utilizado na quadra é o flexivel removivel com malha de vidro (geflor).

## Classificação

### Grupo A
| Pos. | Equipe      | Pts | J | V | E | D | GP | GC | SG  |
| ---- | ----------- | --- | - | - | - | - | -- | -- | --- |
| 1    | ADC Intelli | 7   | 3 | 2 | 1 | 0 | 12 | 5  | +7  |
| 2    | Concórdia   | 6   | 3 | 2 | 0 | 1 | 8  | 5  | +3  |
| 3    | AABB/Mapfre | 4   | 3 | 1 | 1 | 1 | 6  | 6  | 0   |
| 4    | Lagarto     | 0   | 3 | 0 | 0 | 3 | 4  | 14 | -10 |

| 27 de fevereiro de 2013 | ADC Intelli                 | 2 – 2  | AABB/Mapfre                | Centro de Eventos Concórdia, Concórdia  |
| 18h30m                  | Guitta 17:53' · Ciço 23:38' | Súmula | 03:30' Cris · 37:51' Bigão | Árbitro: Carlos Cesar Quaresma da Silva |

| 27 de fevereiro de 2013 | Concórdia                                                                  | 5 – 0  | Lagarto | Centro de Eventos Concórdia, Concórdia               |
| 20h00m                  | Serginho Paulista 19:23' · Duda 32:23', 32:53' · Marquinhos 38:15', 39:03' | Súmula |         | Árbitro: Carlos Eduardo Teixeira Soares de Meirelles |

| 28 de fevereiro de 2013 | Lagarto           | 1 – 5  | ADC Intelli                                                       | Centro de Eventos Concórdia, Concórdia |
| 18h30m                  | Marquinhos 18:51' | Súmula | 18:51' Cabreúva · 18:51' Jé · 18:51', 18:51' Falcão · 18:51' Caio | Árbitro: Emerson Silveira dos Santos   |

| 28 de fevereiro de 2013 | AABB/Mapfre | 0 – 1  | Concórdia   | Centro de Eventos Concórdia, Concórdia  |
| 20h00m                  |             | Súmula | 05:57' Duda | Árbitro: Carlos Cesar Quaresma da Silva |

| 1 de março de 2013 | AABB/Mapfre                                        | 4 – 3  | Lagarto                                                  | Centro de Eventos Concórdia, Concórdia |
| 17h00m             | Fellipe 12:22', 38:52' · Mir 15:08' · Bigão 21:01' | Súmula | 05:02' Bebeto · 18:46' Marquinhos · 33:00' Junior Cabeça | Árbitro: Gean Coelho Telles            |

| 1 de março de 2013 | Concórdia                  | 2 – 5  | ADC Intelli                                                                    | Centro de Eventos Concórdia, Concórdia |
| 20h00m             | Renan 28:09' · Pito 39:41' | Súmula | 04:11' Darlan · 14:04' Léo Oliveira · 22:25' Marinho · 31:01' Jé · 35:17' Ciço | Árbitro: Flávio Marques                |

### Grupo B
| Pos. | Equipe             | Pts | J | V | E | D | GP | GC | SG  |
| ---- | ------------------ | --- | - | - | - | - | -- | -- | --- |
| 1    | ADHering/FMD B     | 7   | 3 | 2 | 1 | 0 | 8  | 2  | +6  |
| 2    | Goiás              | 5   | 3 | 1 | 2 | 0 | 9  | 4  | +5  |
| 3    | Cia do Terno/Minas | 4   | 3 | 1 | 1 | 1 | 11 | 7  | +4  |
| 4    | AE Shouse          | 0   | 3 | 0 | 0 | 3 | 5  | 20 | -15 |

| 27 de fevereiro de 2013 | Cia do Terno/Minas                | 2 – 2  | Goiás                           | Centro de Eventos Concórdia, Concórdia |
| 15h30m                  | Xande 32:10' · Diego Belém 32:50' | Súmula | 14:01' Thiago · 22:14' Pimpolho | Árbitro: Gean Coelho Telles            |

| 27 de fevereiro de 2013 | ADHering/FMD B                                                    | 5 – 1  | AE Shouse   | Centro de Eventos Concórdia, Concórdia |
| 17h00m                  | Ice 01:18' · Marcel 14:53' · Éder 17:41', 37:12' · Cleiton 32:39' | Súmula | 11:29' Nedo | Árbitro: Flávio Marques                |

| 28 de fevereiro de 2013 | AE Shouse                                   | 3 – 9  | Cia do Terno/Minas | Centro de Eventos Concórdia, Concórdia |
| 15h30m                  | Roberto 29:39' · Max 35:02' · Kleber 39:34' | Súmula | 08:46', 10:55', 25:25' Lucas Teixeira · 15:25', 23:15', 24:48' Diego Belém · 31:30' Helinho · 34:09' Attos · 37:42' Thyaleson | Árbitro: Gean Coelho Telles            |

| 28 de fevereiro de 2013 | Goiás       | 1 – 1  | ADHering/FMD B | Centro de Eventos Concórdia, Concórdia |
| 17h00m                  | João 11:50' | Súmula | 17:59' Éder    | Árbitro: Flávio Marques                |

| 1 de março de 2013 | AE Shouse  | 1 – 6  | Goiás                                                                                     | Centro de Eventos Concórdia, Concórdia       |
| 15h30m             | Max 34:18' | Súmula | 07:00', 19:52' Matheus · 11:35' Renatinho · 11:46' Jean · 31:06' Pimpolho · 39:20' Thiago | Árbitro: Evaldo Wellington Medeiros do Valle |

| 1 de março de 2013 | ADHering/FMD B       | 2 – 0  | Cia do Terno/Minas | Centro de Eventos Concórdia, Concórdia  |
| 18h30m             | Maico 29:36', 39:06' | Súmula |                    | Árbitro: Carlos Cesar Quaresma da Silva |

## Finais
|  | Semifinais     | Semifinais     | Semifinais |           |             | Final       | Final | Final |  |
|  |                |                |            |           |             |             |       |       |  |
|  | ADC Intelli    | ADC Intelli    | 4          |           |             |             |       |       |  |
|  | ADC Intelli    | ADC Intelli    | 4          |           |             |             |       |       |  |
|  | Goiás          | Goiás          | 3          |           |             |             |       |       |  |
|  | Goiás          | Goiás          | 3          |           | ADC Intelli | ADC Intelli | 3(0)  |       |  |
|  |                |                |            |           | ADC Intelli | ADC Intelli | 3(0)  |       |  |
|  |                |                | Concórdia  | Concórdia | 3(0)        |             |       |       |  |
|  | ADHering/FMD B | ADHering/FMD B | Concórdia  | Concórdia | 3(0)        | 2           |       |       |  |
|  | ADHering/FMD B | ADHering/FMD B |            |           |             |             |       |       |  |
|  | Concórdia      | Concórdia      | 5          |           |             |             |       |       |  |

### Semifinal
| 2 de março de 2013 | ADC Intelli                                      | 4 – 3  | Goiás                           | Centro de Eventos Concórdia, Concórdia |
| 16h00m             | Sinoê 02:31', 35:53' · Jé 07:50' · Falcão 35:53' | Súmula | 01:27', 02:13', 29:20' Pimpolho | Árbitro: Emerson Silveira dos Santos   |

| 2 de março de 2013 | ADHering/FMD B                     | 2 – 5  | Concórdia                                                              | Centro de Eventos Concórdia, Concórdia |
| 18h00m             | Éder 13:27' · Rodrigo Lopes 34:18' | Súmula | 19:59', 39:57' Duda · 26:51' Pito · 27:30' Rafinha · 29:36' Marquinhos | Árbitro: Gean Coelho Telles            |

### Final
| 3 de março de 2013 | ADC Intelli                       | 3 – 3 (pro) 0 – 0 | Concórdia                                                  | Centro de Eventos Concórdia, Concórdia |
| 10h30m             | Jé 04:37', 32:45' · Falcão 23:46' | Súmula            | 01:11' Marquinhos · 17:53' Duda · 24:30' Serginho Paulista | Árbitro: Flávio Marques                |

## Artilharia
| 6 gols (1) - Duda (Concórdia) 5 gols (2) - Pimpolho (Goiás) - Jé (ADC Intelli) 4 gols (4) - Diego Belém (Cia do Terno/Minas) - Éder (ADHering/FMD B) - Falcão (ADC Intelli) - Marquinhos (Concórdia) 3 gols (1) - Lucas Teixeira (Cia do Terno/Minas) 2 gols (11) - Bigão (AABB/Mapfre) - Fellipe (AABB/Mapfre) - Marquinhos (Lagarto) - Maico (ADHering/FMD B) | 2 gols (continuação) - Max (AE Shouse) - Sinoê (ADC Intelli) - Matheus (Goiás) - Thiago (Goiás) - Serginho (Concórdia) - Ciço (ADC Intelli) - Pito (Concórdia) 1 gol (26) - Attos (Cia do Terno/Minas) - Léo Oliveira (ADC Intelli) - Nedo (AE Shouse) - Thyaleson (Cia do Terno/Minas) - Helinho (Cia do Terno/Minas) - Junior Cabeça (Lagarto) - Roberto (AE Shouse) - Kleber (AE Shouse) - Xande (Cia do Terno/Minas) | 1 gol (continuação) - Mir (AABB/Mapfre) - Cris (AABB/Mapfre) - Bebeto (Lagarto) - Jairo (Goiás) - R Lopes (ADHering/FMD B) - Guitta (ADC Intelli) - Cleiton (ADHering/FMD B) - Jean (Goiás) - Marcel (ADHering/FMD B) - ICE (ADHering/FMD B) - Rafinha (Concórdia) - Renatinho (Goiás) - Darlan (ADC Intelli) - Renan (Concórdia) - Caio (ADC Intelli) - Cabreúva (ADC Intelli) - Marinho (ADC Intelli) |

## Premiação
| Superliga de Futsal de 2013     |
| São Paulo                       |
| ------------------------------- |
| ADC Intelli Campeão (1º título) |